# Wiesenthal (Leisnig)
Wiesenthal ist ein Ortsteil der Stadt Leisnig im Landkreis Mittelsachsen. 2011 hatte der Ortsteil 71 Einwohner. 1973 gehörte er zu Polditz, 1999 nach Bockelwitz eingemeindet, 2012 ging er mit diesem nach Leisnig.

## Geschichte
Wiesenthal entstand um 1690 durch den Besitzer des Rittergutes Polditz, Hans Ernst von Wiese.